# Smotra baranjskog hrvatskog folklora
Smotra baranjskog hrvatskog folklora, manifestacija na kojoj baranjski hrvatski KUD-ovi jednom godišnje, na jednom mjestu, pokazuju plodove svog rada kolegama i posjetiteljima. Organizator Smotre, Hrvatsko-mađarski kulturni centar (HMKC) iz Bilja, drži da će utapanjem Hrvatske u Europsku uniju (EU) posrnuti i kultura malih naroda, te da će se čuvanjem svojih običaja kroz kulturno-umjetnička društva očuvati i identitet naroda.
Prva takva smotra održana je 9. X. 2005. godine u Domu kulture u Bilju. Na njoj su nastupili 
HKUD "Beli Manastir", HKUD "Darda", KUD "Grabovac", folklorna skupina "Bilje" i tamburaški sastav Baranjski dukati iz Grabovca. Prvu smotru otvorio je doajen tamburaške glazbe Antun Nikolić Tuca. Na njoj je dodijeljena i nagrada župana osječko-baranjskog Krešimira Bubala.
Izvor:
- Nedjeljni Glas Slavonije, 85, (3!), 129, 13 - Osijek, 9. X. 2005.